# Brasão de armas de São Marinho
O brasão de armas de São Marinho provavelmente originário do século XIV, pode ser visto como um todo, como símbolo da liberdade e da independência da república mais antiga do mundo.

## Brasão

### Descrição
- No escudo azul há três montanhas verdes com três torres de prata, que são decoradas com uma vane meteorológica com uma pena de avestruz de prata. As torres simbolizam as três cidadelas de São Marinho (La Guaita, Cesta e La Montale), enquanto as colinas representam as três cimeiras do Monte Titano.
- O lema "LIBERTAS" (em latim, liberdade). Possivelmente se refere à tomada das vítimas de perseguição política nos anos anteriores de São Marinho, e para a manutenção da independência surpreendente no meio de muitos estados maiores. O lema também poderia ter evoluído a partir das alegadas últimas palavras do fundador Marinu: "Relinquo vos liberos ab utroque homine" (em latim, "Deixo-lhe livre de ambos os homens").[1]
- Um ramo de carvalho e outro de loureiro, que rodeia o brasão de armas, são símbolos para a estabilidade da república e a defesa da liberdade.
- A coroa, que serve como símbolo da soberania.

### Utilizações
O brasão de armas de São Marinho adorna, entre outras coisas, a bandeira do país e o logotipo da equipa de futebol Sammarinese FSGC.